# Заря (Витовский район)
Заря (укр. Зоря) — село в Витовском районе Николаевской области Украины.
Основано в 1929 году. Население по переписи 2001 года составляло 252 человек. Почтовый индекс — 57263. Телефонный код — 512.

## Местный совет
57263, Николаевская обл., Витовский р-н, с. Шевченково, ул. Шевченко, 32, тел.: 28-42-08